# Mario Hernández Maytorena
Mario Hernández Maytorena (20 de marzo de 1916, Douglas, Arizona, - 4 de diciembre de 2010, Mexicali Baja California)Fue un empresario de origen mexicano, que se desarrolló en Mexicali Baja California, impulsor de la educación privada en el estado, y el beisbol tanto profesional como infantil en Mexicali. 

## Inicios
Nació en Estados Unidos como consecuencia de que sus padres evadieron el conflicto armado de la Revolución Mexicana en su tierra natal, Sonora. Sus padres fueron, Manuel Hernández Gándara (1876-1938) de Ures Sonora, herencia de la estirpe Gándara de Sonora, y su madre, Luisa Maytorena Tapia (1877-1949) de Guaymas Sonora -hermana del Gral. revolucionario y exgobernador de Sonora, José María Maytorena Tapia- y sus 6 hermanas (María Luisa, Matilde, Sara, Martha, Olga y Norma), y en 1918, su familia se trasladó a Calexico California.
Vivió la niñez y adolescencia y realizó estudios de primaria, secundaria y High School, en Calexico, Ca. A los 15 años empezó a trabajar como mozo en gasolineras locales. No era buen estudiante pero buen beisbolista.

## Empresario
Con lo ahorrado inició la compraventa de pesos-dólares, a los 17 años, en 1933 empezó el primer negocio con 2,500 dólares, para la compraventa libre de dólares - pesos a mayoreo, típico en esa frontera, pues el abasto de mercancías era muy escaso el proveniente de México y en mayor cantidad y calidad el de Estados Unidos; pronto extendió sus operaciones a Tijuana, Nogales y Cd. Juárez y estuvo en ese negocio hasta 1940. Al menudeo, si había buena oferta en casas de cambio. La devaluación de 2 a 3.50 pesos por dólar en 1939, y la ausencia del compromiso del Banco de México en 1938, de comprar y vender dólares en el mercado cambiario a la tasa de 3.60 pesos por dólarduplicó el valor del negocio de Mario. 
En 1937, a los 21 años, murió su padre, y se pone al frente de la familia, de su madre y sus hermanas, por ser el único varón de la familia, por lo que cambió su residencia a Mexicali, se hace cargo de los negocios emprendidos por su padre Manuel Hernández Gándara hasta antes de su fallecimiento en 1938, que fueron: el negocio la Estrella Azul que había fundado en 1921, -que después la haría crecer hasta hacerlo tienda de departamentos en la ciudad, la cantina Montecarlo, el Banco de la Baja California y la Compañía Comercial y Marítima del Pacífico S.A.-
Comercializó piel de ganado vacuno, primero con Topete y Vildósola y después solo. Luego empezó a prestar dinero a los ganaderos, carniceros y las pieles comercializadas eran por enviadas por furgones a Estados Unidos. Con las pieles hizo más dinero vendiendo en tiempos de la Segunda Guerra Mundial a Levis & Strauss en San Francisco, negocio que dejó en 1950. 
En 1942, fue invitado a formar parte del consejo del Banco Mercantil -posteriormente Banco de Comercio- del que luego fue presidente, del cual fue consejero nacional por 56 años. Con ese capital inició la fábrica de “Hielo Estrella” y la Cocesionaria de autos nuevos General Motors, aunque tuvo que negociar que GM USA fuera su proveedor, pero GM México se oponía. Negociaron nuevas condiciones para la frontera, y pronto llegaron a un acuerdo. Jame W. Stone fue socio en uno de sus negocios. Una vez dentro del negocio automotriz, consiguió la concesión de Volkswagen y Ford para todo el estado de Baja California. Estuvo 40 años en la comercialización automotriz.
Incursionó en la comercialización de avionetas Sesna. También comercializó furgones llenos de lavadoras Easy, pantalones Levi´s Straus, refrigeradores Fridgeair, llantas Good Year. Fundó el periódico "La Voz de la Frontera" en Mexicali, que dominó la plaza por varios años. En 1990 se salieron del negocio automotriz y se enfocó sólo en el negocio financiero.
Se instaló una empresa de lavado industrial de textiles de hospitales y marina de EU, y uniformes de maquiladoras de México, etc. Participaron en Parques Industriales, y el periódico La Voz de la Frontera. Luego participó en compra venta de agropecuario por la compra venta de ganado en Chihuahua, y siembra de 1,200 ha. También en Chihuahua.

## El Beisbol
Hernández Maytorena, fue pionero en la promoción del béisbol profesional en Baja California, continuador del esfuerzo de Abelardo L. Rodríguez en los 20´s, Mario retomó el esfuerzo en los ´30s, y empezó a jugar béisbol, en varios equipos locales. En 1948 junto con Carlos “Chale” Moreno y James W. Stone, Francisco Valdez y Daniel Ávila, compraron una franquicia en la “Liga Sunset”, afiliada a la Asociación Nacional de Ligas profesionales de Estados Unidos, que había iniciado en funciones en 1947, con equipos de “Los vaqueros” de Las Vegas y Reno Nevada, y Riverside, Ontario, Salinas, San Bernardino, Porterville, El Centro y Anaheim en California y Yuma, en Arizona.
Los empresarios de Mexicali compraron la franquicia de los “Orioles” de Ontario Ca., remozaron el Parque Hidalgo, ya existente y conformaron el primer equipo llamado "Águilas” de Mexicali, para responder a los 62 juegos de su primera temporada, contratando a Dominic Castro como manejador y Domingo González como coach, Mario Hernández 1b, Rodolfo Bernal 2b, Gail Jackson 3b, Richard Wilson SS, Dominic Castro como cátcher, Roberto Balcena lf, Santiago “Dumbo” Ayala cf, Leandro García rf, y Francisco Valenzuela como pitcher. También participaron en esa temporada, Luis “Texano” Castro, Gibert Urbano, Carlos Padilla, Manuel Serrano, Manuel “Ciclón” Echeverría, Alejandro García, Enrique Leduc, y otros.
Mario jugó como primera base con Águilas de Mexicali varios años. Luego se retiró como jugador profesional para dedicarse a sus negocio y a la presidencia del Club Águilas desde 1948 hasta 1996. Luego Presidente de la Liga Mexicana del Pacífico.
Águilas quedó campeón en la liga, siendo uno de los pocos equipos que pueden ostentar tal hecho, con 81 ganados y 59 perdidos, seguido de las Vegas a 3 juegos de diferencia. En 1949 quedó subcampeón a 9 juegos de los Wranglers de las Vegas. 

## Relación con la política
Mario Hernández Maytorena estuvo relacionado al ambiente político de la ciudad de Mexicali y de Baja California, sin embargo, evitó comprometerse formalmente con los partidos políticos, tanto el gobernante PRI como el opositor PAN. Según fichas de la Dirección Federal de Seguridad de principios de los años 60, lo señalaban como uno de los financiadores de la campaña del candidato a gobernador por el PAN en la elección de 1959, Salvador Rosas Magallón; pero por otra parte, fue uno de los precandidatos que sonaron para ser candidato del PRI a la gubernatura en 1965.
En 1977, Norberto Corella Gil Samaniego invitó a Mario a ser candidato a la gubernatura por el PAN, para enfrentar al candidato priista, Gral. Hermenegildo Cuenca Díaz, sin embargo, Hernández Maytorena declinó públicamente la candidatura frente a la prensa local a mediados de marzo de 1977.

### Reconocimientos
Mario Hernández Maytorena fue ingresado al Salón de la Fama del Béisbol Mexicano el 2002.
Águilas de Mexicali retiró el número (3) de Mario Hernández, al igual que Héctor Espino, (21), Fernando Valenzuela (34), Benjamín “Cananea” Reyes (10), Vicente Palacios (58), Ernesto Escárcega (14) e Isidro Márquez (33)

## La educación superior privada en Baja California.
Mario junto con otras personalidades de Mexicali, impulsó la fundación de Cetys Universidad y su consejero de honor por muchos años así como a la donación en 1968 de la Torre de rectoría del campus Mexicali. 
Se casó con Leticia Gabilondo y tuvieron 4 hijos: Manuel, Mario, Ana Luisa y Leticia. Vivió en Calexico, Imperial, California, Estados Unidos durante unos 10 años. Murió el 4 de diciembre de 2010, en Mexicali, Baja California, México, a la edad de 94 años.